# IC 1093
IC 1093 — галактика типу SBbc (компактна витягнута галактика) у сузір'ї Волопас.
Цей об'єкт міститься в оригінальній редакції індексного каталогу.